# دیر پارک (تگزاس)
دیر پارک، تگزاس(به انگلیسی: Deer Park, Texas) شهری در ایالت تگزاس از ایالات جنوبی ایالات متحده آمریکا است. در سرشماری سال ۲۰۰۰، جمعیت این شهر ۲۸۵۲۰ نفر اعلام شد.